# Ниренберг, Дэвид
Дэвид Ниренберг (David Nirenberg; род. 6 мая 1964, Нью-Йорк, Нью-Йорк или Аргентина) — американский историк, социальный историк и историк идей. Доктор философии (1992), именной заслуженный сервис-профессор Чикагского ун-та, его декан с 2014 года. С 2018 года декан University of Chicago Divinity School (временный до 2021 года). Лауреат Gordon J. Laing Award (2017) и Ralph Waldo Emerson Award (2014), Dr.-Leopold-Lucas-Preis (2024). С 2022 года директор Института перспективных исследований в Принстоне, где состоит и именным профессором Leon Levy Professor.

## Биография и научная деятельность
Сын математика, Дэвид рос в испаноязычной семье иммигрантов из Аргентины в северной части штата Нью-Йорк. Окончил Йель (бакалавр, 1986), где учился с 1982 года.
Докторскую степень получил в Принстоне. Там же перед тем получил степень магистра (1989) — обе на кафедре истории и по истории. С 1992 года ассистент-, в 1996—2000 годах ассоциированный профессор Университета Райса. В 2000—2006 годах именной профессор кафедры истории Университета Джонса Хопкинса. С 2006 года профессор Чикагского университета, именной с 2008 года, заслуженный сервис- — с 2016 года; состоял членом Committee on Social Thought. С 2014 года декан. Директор-основатель Neubauer Collegium for Culture and Society. Входит в совет директоров Фонда Риты Аллен.
Член Американской академии искусств и наук (2016), феллоу Американской академии медиевистики (2015).
Почетный доктор Хайфского университета (2016). Известен своими обширными исследованиями о взаимодействии христиан, евреев и мусульман в средневековой Европе и Средиземноморье. Публиковался в New Republic, London Review of Books, Nation, Dissent.

## Некоторые публикации
Первая книга — Communities of Violence: Persecution of Minorities in the Middle Ages (Princeton University Press, 1996), удостоилась Herbert Baxter Adams Prize (1998). Другие работы:
- Judaism and Christian Art: Aesthetic Anxieties from the Catacombs to Colonialism (2011)
- Anti-Judaism: The Western Tradition (New York: W.W. Norton, 2013)
- Neighboring Faiths: Christianity, Islam, and Judaism Medieval and Modern (Chicago, IL: University of Chicago Press, 2014)
- Aesthetic Theology and Its Enemies: Judaism in Christian Painting, Poetry, and Politics (Lebanon, NH: University Press of New England, 2015)
- Uncountable: A Philosophical History of Number and Humanity from Antiquity to the Present (Chicago, IL: University of Chicago Press, 2021)